# Ugglarpssjön
Ugglarpssjön är en sjö i Lunds kommun i Skåne och ingår i Höje ås huvudavrinningsområde. Sjön har en area på 0,0489 kvadratkilometer och ligger 62,9 meter över havet.

## Delavrinningsområde
Ugglarpssjön ingår i det delavrinningsområde (617122-134080) som SMHI kallar för Ovan Källingabäcken. Medelhöjden är 58 meter över havet och ytan är 58,89 kvadratkilometer. Räknas de 2 avrinningsområdena uppströms in blir den ackumulerade arean 132,85 kvadratkilometer. Avrinningsområdets utflöde Höje å mynnar i havet. Avrinningsområdet består mestadels av skog (27 %) och jordbruk (59 %). Avrinningsområdet har 0,05 kvadratkilometer vattenytor vilket ger det en sjöprocent på 0,1 %. Bebyggelsen i området täcker en yta av 1,6 kvadratkilometer eller 3 % av avrinningsområdet.